# 蔡德晋
蔡德晉（?—?），字仁錫。無錫人。
雍正二年（1724），與邑人秦蕙田一起讀經，雍正四年舉人。乾隆二年，禮部尚書楊名時薦入三禮館，授國子監學正，遷工部司務。律己甚嚴。其三禮之學，多發前人之所未發。著《禮經本義》十七卷。